# New York Jazz Quartet
Das New York Jazz Quartet war eine amerikanische Jazzband in Quartettbesetzung, die Straight Ahead Jazz spielte und von 1971 bis in die frühen 80er Jahre bestand. Die Gruppe wurde von Roland Hanna gegründet. Zwischen 1975 und 1982 veröffentlichte sie sechs Alben, zumeist mit Originalkompositionen, bei dem zu CTI Records gehörenden Salvation-Label, dann bei Sonet Records, Inner City Records/Enja und Bee Hive.

## Geschichte
Neben Hanna waren Gründungsmitglieder der Flötist Hubert Laws, der Kontrabassist Ron Carter und der Schlagzeuger Billy Cobham; die Musiker hatten zuvor in Hannas New York Jazz Sextet (gegründet um 1967) zusammengearbeitet. 1974 erfolgte eine erste Umbesetzung, bei der Laws durch Frank Wess und Cobham durch Ben Riley ersetzt wurde. In der nun kollaborativen Band trat bald George Mraz an Stelle von Carter. Diese Besetzung erwies sich als erfolgreicher und begann aufzunehmen und auf Tournee zu gehen. Sie arbeitete mit Unterbrechungen bis in die 1980er Jahre hinein (Richard Pratt und Grady Tate sprangen gelegentlich für Riley ein). Das Bop-Repertoire des Quartetts, das größtenteils von den Mitgliedern selbst komponiert wurde, spiegelte Scott Yanow zufolge „sowohl ihre musikalischen Persönlichkeiten als auch ihr technisches Können wider.“

## Diskographie
- In Concert in Japan (Salvation, 1975; mit Frank Wess, Ron Carter, Ben Riley)
- Song of the Black Knight (Sonet, 1977, mit Frank Wess, George Mraz, Richard Pratt)
- Surge (Enja, 1977, mit Frank Wess, George Mraz, Richard Pratt)
- Blues for Sarka (Enja, 1978; mit Frank Wess, George Mraz, Grady Tate)
- New York Jazz Quartet in Chicago (Bee Hive, 1981; mit Frank Wess, George Mraz, Ben Riley)
- Oasis (Enja, 1981, mit Frank Wess, George Mraz, Ben Riley)